# 陈汝棠

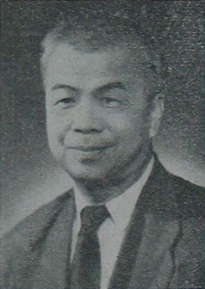
陳汝棠近照

陈汝棠（1893年—1961年1月4日），男，广东佛山人，中国政治人物，曾任广东省人民委员会副省长。

## 生平
陈汝棠早年曾加入同盟会，并于1911年参加黄花岗起义。1914年进入广州中法医科专门学校就读。毕业后开办昭生医社。后在孙中山北伐期间任中将军医总监兼陆军军医司司长。北伐战争时期出任国民革命军第四军军医处长。1928年任西北绥靖区西江治安督导专员，同时创办高明县立第三小学并任校长。抗日战争期间，曾任第四军军医处看护干部训练班主任、广东省救护团团长、广东省赈济委员会救护总队队长等职。1942年在中共安排下以行医作为掩护在五华、紫金等地进行革命活动。1946年前往香港并任职于《华商报》，同时加入中国民主同盟，任南方总部副主委。1948年出任中国国民党革命委员会中央监察委员会常务委员、驻港办事处主任。
中华人民共和国成立后，担任过广东省人民政府委员兼卫生厅厅长、华南联合大学副校长、广东省副省长等职。1954年，他当选第一届全国人大代表。9月，他出席第一届全国人大第一次会议讨论宪法草案，期间并发言。
1961年在广州逝世。